# Hospital académico Nelson Mandela
El Hospital académico Nelson Mandela (en inglés: Nelson Mandela Academic Hospital) es un gran hospital provincial financiado por el gobierno que se encuentra en el centro de Mthatha en Sudáfrica. Es un hospital de tercer nivel y forma parte del Complejo Hospitalario Mthatha.
Los servicios hospitalarios incluyen servicio de urgencias, sala de Pediatría, Maternidad, Obstetricia / Ginecología, Servicios Quirúrgicos, Servicios Médicos, Central de Esterilización, Farmacia, entre muchos otros-